# Courtenay Airpark
Courtenay Airpark är en flygplats i Kanada.   Den ligger i Comox Valley Regional District och provinsen British Columbia, i den sydvästra delen av landet, 3 700 km väster om huvudstaden Ottawa. Courtenay Airpark ligger 7 meter över havet.
Terrängen runt Courtenay Airpark är platt åt nordost, men åt sydväst är den kuperad. Havet är nära Courtenay Airpark åt sydost.Närmaste större samhälle är Courtenay, 1,0 km nordväst om Courtenay Airpark. 
I omgivningarna runt Courtenay Airpark växer i huvudsak blandskog. Runt Courtenay Airpark är det glesbefolkat, med 14 invånare per kvadratkilometer.